# Sun Zhiwei
Zhi Wei Sun (en chinois : 孙智伟 ; pinyin : Sūn Zhìwěi), né  le 16 octobre 1965 à Huai'an, est un mathématicien chinois, qui a travaillé sur la théorie des nombres, en combinatoire, et sur la théorie des groupes. Il est actuellement professeur à l'université de Nankin.

## Biographie
Né à Huai'an, Sun et son frère jumeau Sun Zhihong ont démontré un théorème sur des nombres premiers particuliers appelés nombres premiers de Wall-Sun-Sun, qui auraient pu aider à trouver un éventuel contre-exemple à la conjecture du dernier théorème de Fermat, avant que cette conjecture soit démontrée par Andrew Wiles.
En 2003, il a présenté une approche unifiée à trois fameux problèmes de Paul Erdős en théorie combinatoire des nombres, dont la conjecture d'Erdős-Heilbronn.
Il a utilisé des q-séries pour prouver que tout entier naturel peut être représenté comme une somme d'un carré parfait et de deux  nombres triangulaires. Il a conjecturé, et prouvé avec B.-K. Oh, que tout entier strictement positif peut être représenté comme une somme d'un carré, d'un carré impair et d'un nombre triangulaire. En 2009, il a conjecturé que tout entier naturel peut être écrit comme la somme de deux carrés et d'un nombre pentagonal, comme la somme d'un nombre triangulaire, d'un carré pair et d'un nombre pentagonal, et comme la somme d'un carré, d'un nombre pentagonal et d'un nombre hexagonal.
Il a aussi énoncé de nombreuses conjectures ouvertes sur les congruences et posé plus de 100 séries conjecturales pour les puissances de π.
Son nombre d'Erdős est 2. Il est le rédacteur en chef du Journal of Combinatorics and Number Theory.